# Saint Paul (rzeka)
Saint Paul – rzeka w zachodniej Afryce, w Gwinei i Liberii. W górnym biegu rzeka znana jest jako Diani oraz Nianda.
Rzeka wypływa z gór w południowo-wschodniej Gwinei, na wschód od miasta Macenta i płynie na południe oraz południowy zachód, w stronę granicy gwinejsko-liberyjskiej, której fragment następnie tworzy. Rzeka wpływa na terytorium Liberii ok. 50 km na północ od miasta Gbarnga, po czym przez ok. 450 km płynie w kierunku południowo-zachodnim aż do ujścia do Oceanu Atlantyckiego, znajdującego się na północ od Monrovii.
Długość rzeki wynosi ok. 450 km, a powierzchnia jej dorzecza – 21 900 km².
Nazwa rzeki nadana została przez portugalskich żeglarzy, którzy odkryli ją w XV wieku, w dniu św. Pawła.